# نهائي دوري أبطال إفريقيا 1997
نهائي دوري أبطال أفريقيا 1997 هي المباراة النهائية للنسخة 33 من البطولة الرئيسية للأندية في قارة أفريقيا، والأولى في حلتها الجديدة تحت اسم «دوري أبطال أفريقيا».
توج الرجاء البيضاوي المغربي بالبطولة على حساب أشانتي جولد الرياضي الغاني.

## الفرق
| الفريق      | مشاركة سابقة (الخط الغليظ يشير إلى بطل تلك النسخة) |
| ----------- | -------------------------------------------------- |
| الرجاء      | 1 (1989)                                           |
| أشانتي غولد | 0                                                  |

## النهائي
| أشانتي غولد | 0-1   | الرجاء |
| ----------- | ----- | ------ |
|             | تقرير |        |

| الرجاء        | 0-1   | أشانتي غولد |
| ------------- | ----- | ----------- |
|               | تقرير |             |
| ركلات الترجيح |       |             |
|               | 4-5   |             |